# Monophyllaea insignis
Monophyllaea insignis är en tvåhjärtbladig växtart som beskrevs av Brian Laurence Burtt. Monophyllaea insignis ingår i släktet Monophyllaea och familjen Gesneriaceae.

## Underarter
Arten delas in i följande underarter:
- M. i. insignis
- M. i. rubriflora